# Фотий Тесалийски
Фотий Тесалийски (на гръцки: Φώτιος ὁ Θεσσαλὸς) е византийски монах от XI век от Солун, почитан като светец, в лика на преподобните.

## Биография
Според анонимния автор на Фотиевото житие Фотий произхожда от Тесалия, термин с широко географско значение в този период. Роден е в богато семейство на видни родители, които обаче не са посочени в житието му. В ранна възраст той се отдава на усамотен живот. Пристигайки в Солун, който неговият житиеписец възхваява като „първия от тесалийските градове“ и като „царица на градовете от двете страни“, свети Фотий се установява в малък манастир, посветен на Козма и Дамян, в района на Акропола, в рамките на стените. Там той среща великия подвижник свещеник Власий.
Авторът на житието посвещава голяма част от него на личността на подвижника и стареца на св. Фотий Власий, когото свързва с император Роман II (959 – 963), макар и да го бърка с Роман I Лакапин. Власий е повикан от императора и заминава, придружен от Фотий, в Константинопол, където стана и духовен баща на Роман II. Самият той извършва кръщението на сина му Василий II през 958/959 година. На кръщението присъства и Фотий, когото Власий посочил като подходящо лице за обрязването на младенеца.
Фотий се връща в Солун и като любител на отшелничеството отива в подножието на Хортач, където си построява каменна колиба. През пролетта и лятото се изкачва на върха на планината, където издига храм, посветен на архангел Михаил и където чудотворно бликва извор с чиста вода, която в дните на автора на житието е смятано за светилище с лечебна сила.
Набезите на българите („мизите“ в текста на житието) обаче предизвикват голяма нестабилност и принуждават император Василий II да събере войски и да предприеме кампания срещу тях, но изходът от събитията не е добър, тоест очевидно става въпрос за неуспешната първа кампания на Василий II срещу България в 986 година с неуспешната обсада на Сердика и разгрома в Битката при Траянови врата. Василий се насочил към Солун, където потърсил подвижника Власий и когато му съобщили за смъртта му, поискал да научи за неговия ученик, който го държал на ръце по време на кръщението му. След като го открил извън града, Василий държал светия старец близо до себе си по време на походите си.
След пълното покоряване на България в 1017/1018 година Фотий се завръща в Солун, приветстван от солунчаните. Императорът му изпраща хрисовул, с който му дава подаръци, които Фотий използвал за благотворителност и за изграждането на храмове и манастири в района на Акропола, но и в други места на града. В завещанието си Фотий също се грижи за безпроблемното функциониране на манастирите след смъртта му, като създава различни правила за живота им.
Житието не дава данни за времето на смъртта на Фотий от Солун, като очевидно то е след 1017 година.
В един химн, посветен на Фотий, от великия иконом на Солунската митрополия и по-късно солунски митрополит Димитрий Веаск от XIII век и с музика на монаха Даниил Ахрадас се споменава датата 9 юли, и свети Фотий, основател на Акапинския манастир. Идентификацията на този Фотий с Фотий Тесалийски е предложена за пръв път от Атанасиос Пападопулос-Керамевс и е приета от съвременните изследователи.
Анонимното житие на свети Фотий е запазено само в ръкопис от XII век под № 159 на Московската синодална библиотека, която включва и оригиналното житие на Света Теодора Мироточива.
Свети Фотий е споменат и в житието на Свети Фантин Млади от Калабрия, починал в Солун през 974 година. Според неговото пространно житие (§ 52), през последните му дни Свети Фантин е бил посетен от монасите Симеон Философ и Фотий, които редакторката на житието Енрика Фолиери идентифицира със сигурност със свети Фотий Тесалийски.